# Bettina Dausien
Bettina Dausien (* 1957 in Halle (Saale), DDR) ist eine deutsche Erziehungswissenschaftlerin. Sie war bis 2022 Professorin für Pädagogik der Lebensalter an der Universität Wien.

## Akademische Karriere
Dausien promovierte 1995 an der Universität Bremen und war von 1996 bis 2003 wissenschaftliche Assistentin an der Universität Bielefeld, wo sie sich 2003 im Fach Erziehungswissenschaft habilitierte. Von 2003 bis 2005 war sie Privatdozentin und wissenschaftliche Mitarbeiterin an der Universität Bielefeld, von 2005 bis 2007 Professorin an der Universität der Bundeswehr in München, und von 2007 bis 2009 Professorin an der Universität Flensburg. 2009 wurde sie Professorin für Pädagogik der Lebensalter an der Fakultät für Philosophie und Bildungswissenschaft der Universität Wien. Zu ihren Schwerpunkten gehören Bildung im Lebenslauf, „lifelong learning“, sozial- und erziehungswissenschaftliche Geschlechterforschung, Biographieforschung und pädagogische Professionalisierung. Sie ist Autorin und Co-Autorin zahlreicher Publikationen und Fortbildungsprojekte.

## Veröffentlichungen (Auswahl)
- als Herausgeberin mit Helga Bilden: Sozialisation und Geschlecht. Theoretische und methodologische Aspekte. Budrich, Opladen u. a. 2006, ISBN 3-86649-001-1.
- mit Peter Alheit: Biographieorientierung und Didaktik. Überlegungen zur Begleitung biographischen Lernens in der Erwachsenenbildung. In: Report. Zeitschrift für Weiterbildungsforschung. Bd. 28, Nr. 3, 2005, S. 27–36, (Digitalisat).
- als Herausgeberin mit Bettina Völter, Helma Lutz, Gabriele Rosenthal (Hrsg.): Biographieforschung im Diskurs. VS – Verlag für Sozialwissenschaften, Wiesbaden 2005, ISBN 3-531-14241-0 (Wiesbaden 2. Auflage. ebenda 2009, ISBN 978-3-531-16177-8).
- Biographie und Geschlecht. Zur biographischen Konstruktion sozialer Wirklichkeit in Frauenlebensgeschichten (= IBL-Forschung. 1). Donat, Bremen 1996, ISBN 3-924444-97-8 (Zugleich: Bremen, Universität, Dissertation, 1995).
- mit Peter Alheit: Arbeitsleben. Eine qualitative Untersuchung von Arbeiterlebensgeschichten. Campus, Frankfurt am Main u. a. 1985, ISBN 3-593-33502-6.